# Tracy-Ann Rowe
Tracy-Ann Rowe (* 17. September 1985) ist eine ehemalige jamaikanische Sprinterin.
Bei den Panamerikanischen Spielen 2007 in Rio de Janeiro wurde sie Achte über 100 m und siegte in der 4-mal-100-Meter-Staffel.

## Persönliche Bestzeiten
- 60 m (Halle): 7,30 s, 9. Februar 2007, Fayetteville
- 100 m: 11,25 s, 6. Juni 2007, Sacramento
- 200 m: 23,28 s, 24. März 2007, Auburn
  - Halle: 23,36 s, 10. Februar 2007, Fayetteville